# Nová Bystrica
Nová Bystrica és un poble i municipi d'Eslovàquia que es troba a la regió de Žilina, al centre-nord del país.

## Demografia
| Godina             | 1994 | 2004   | 2014   | 2024   |
| ------------------ | ---- | ------ | ------ | ------ |
| Nombre de persones | 2928 | 2855   | 2781   | 2570   |
| Diferència         |      | −2,49% | −2,59% | −7,58% |

| Godina             | 2023 | 2024   |
| ------------------ | ---- | ------ |
| Nombre de persones | 2563 | 2570   |
| Diferència         |      | +0,27% |